# Квиток Едмондсона
Квиток Едмондсона  — тип залізничних квитків, винайдений англійцем Томасом Едмондсоном в 1840-х роках та названий на його честь.

## Історія
Спочатку на британських залізницях компанії використовували рукописні квитки, як тоді було прийнято для диліжансів, що було трудомістким і незручним для квиткового касира, оскільки кількість пасажирів потягів зростала і була значно більшою за клієнтів послуг диліжансів. Довгі черги на великих станціях були звичною справою.
Томас Едмондсон, будучи співробітником залізничної компанії «Newcastle & Carlisle Railway», винайшов новий тип залізничних квитків — картонні, невеликого формату з надрукованою інформацією про маршрут. Квитки нумеровались вручну з подальшим нанесенням на них даних про маршрут спеціальним штампувальним пресом. Пізніше Едмондсон винайшов друкарський верстат, який виготовляв пачку квитків з одночасним нанесенням на них серійного номера, і запатентував цей пристрій. Система квитків Едмондсона ввійшла у вжиток в 1842 році спочатку у квитковому обігу компанії «Newcastle & Carlisle Railway». Згодом стала загальноприйнятим стандартом у Великій Британії та багатьох країнах світу, у тому числі в СРСР.
Квитки друкувалися на картоні розміром 1 7/32 на 2 1/4 дюйма (31,0 на 57,2 мм) з номінальною товщиною 1/32 дюйма (0,79 мм). Все обладнання для їх друку та продажу орієнтувалося на ці параметри, хоча в окремих країнах існували й інші розміри (наприклад 30×57×0,75 мм). Квитки зберігалися в спеціальних шафах (диспенсерах), мали різний колір для різних класів вагонів та категорій поїздок (купе, плацкарт, загальний).
Картонні квитки Едмондсона зробили революцію у галузі пасажирських перевезень на залізниці і проіснували понад 150 років (Британська залізниця припинила їх випуск в лютому 1990 року), на зміну їм прийшли паперові квитки більшого формату, оскільки з розвитком технологій і комп'ютеризації в квиток необхідно було вносити більше даних — для їх друку знадобився інший формат і папір. 
В СРСР квитки типу Едмондсона використовувалися і на річковому транспорті.

Квитки Едмондсона різних країнах
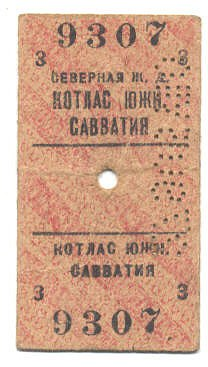
СРСР
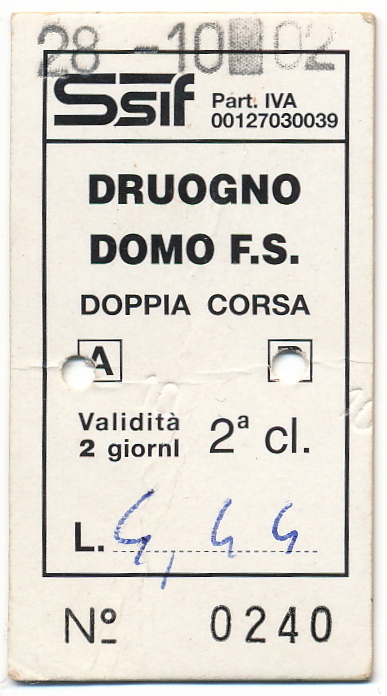
Італія
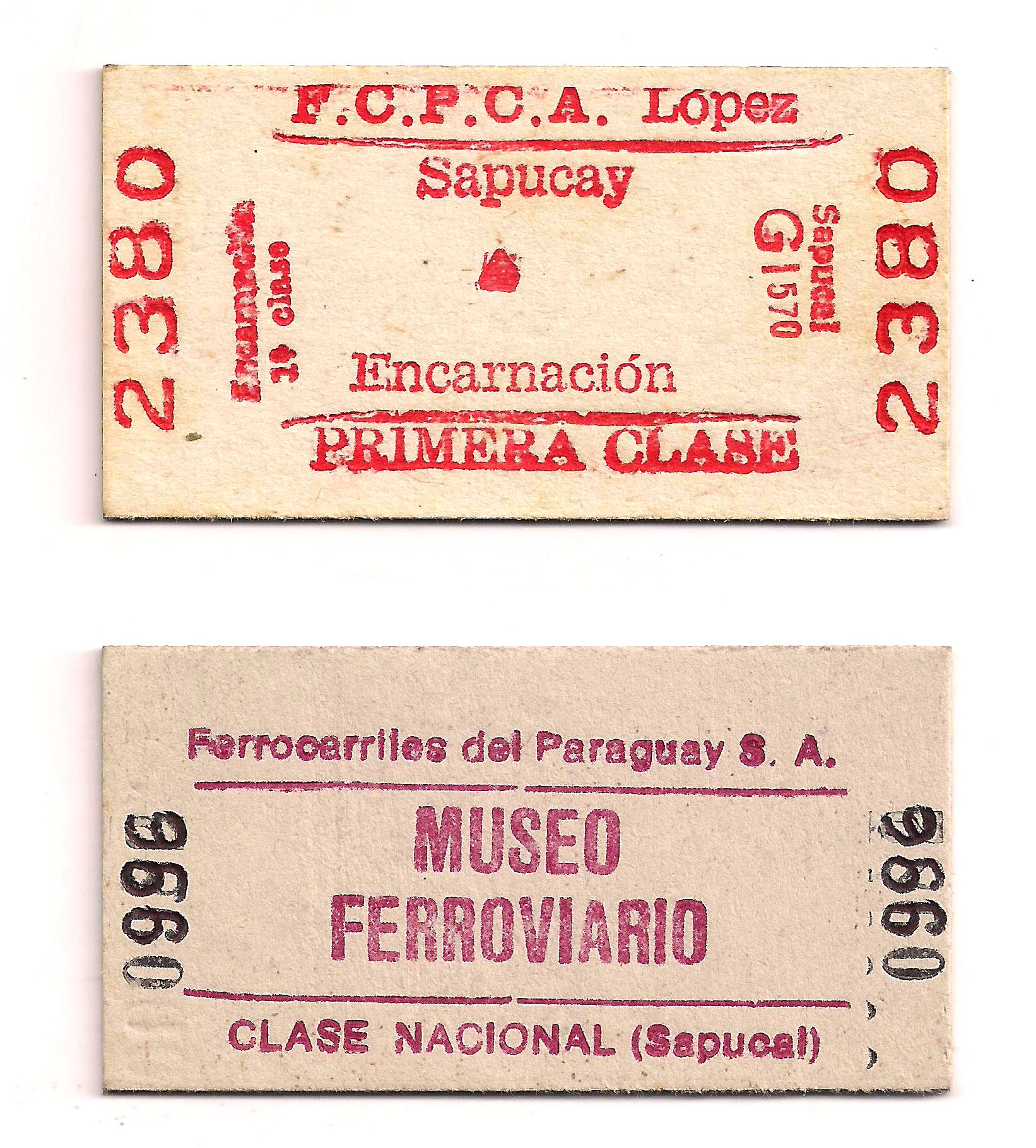
Парагвай
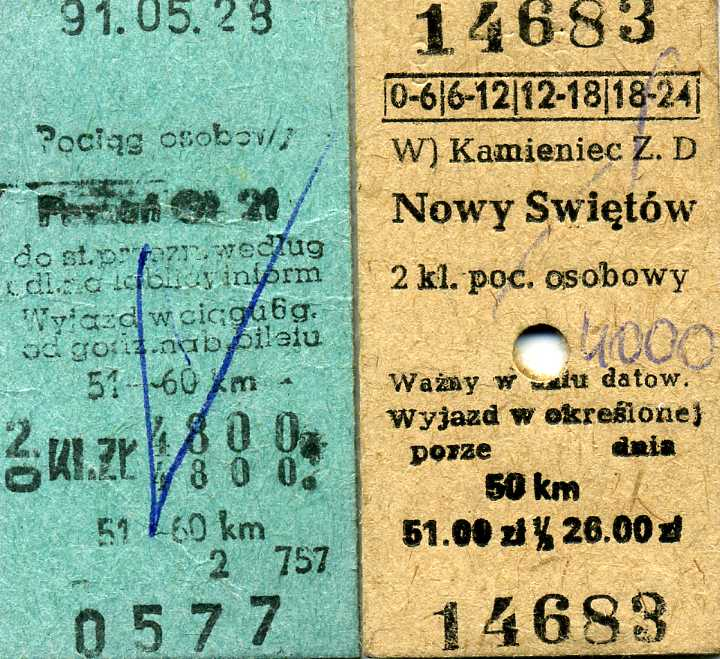
Польща
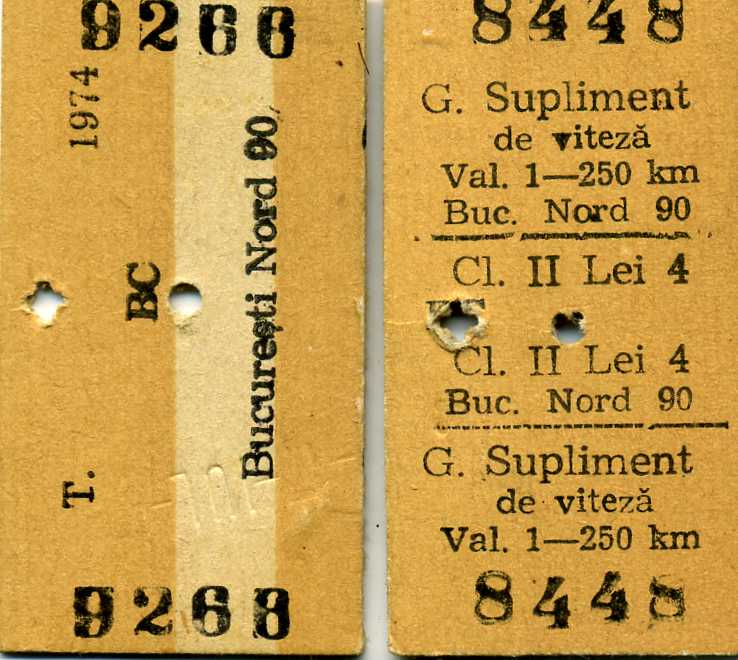
Румунія